# 戴維斯陡崖
85°32′S 89°48′W / 85.533°S 89.800°W
戴維斯陡崖（英語：Davies Escarpment）是南極洲的陡崖，位於埃爾斯沃思地，處於伯梅爾陡崖以南，屬於蒂爾山脈的一部分，長19公里，以美國地質調查局的地質學家命名，現時由南極條約體系管理。